# 皮奧達峰
46°18′11.45″N 9°37′39.18″E / 46.3031806°N 9.6275500°E

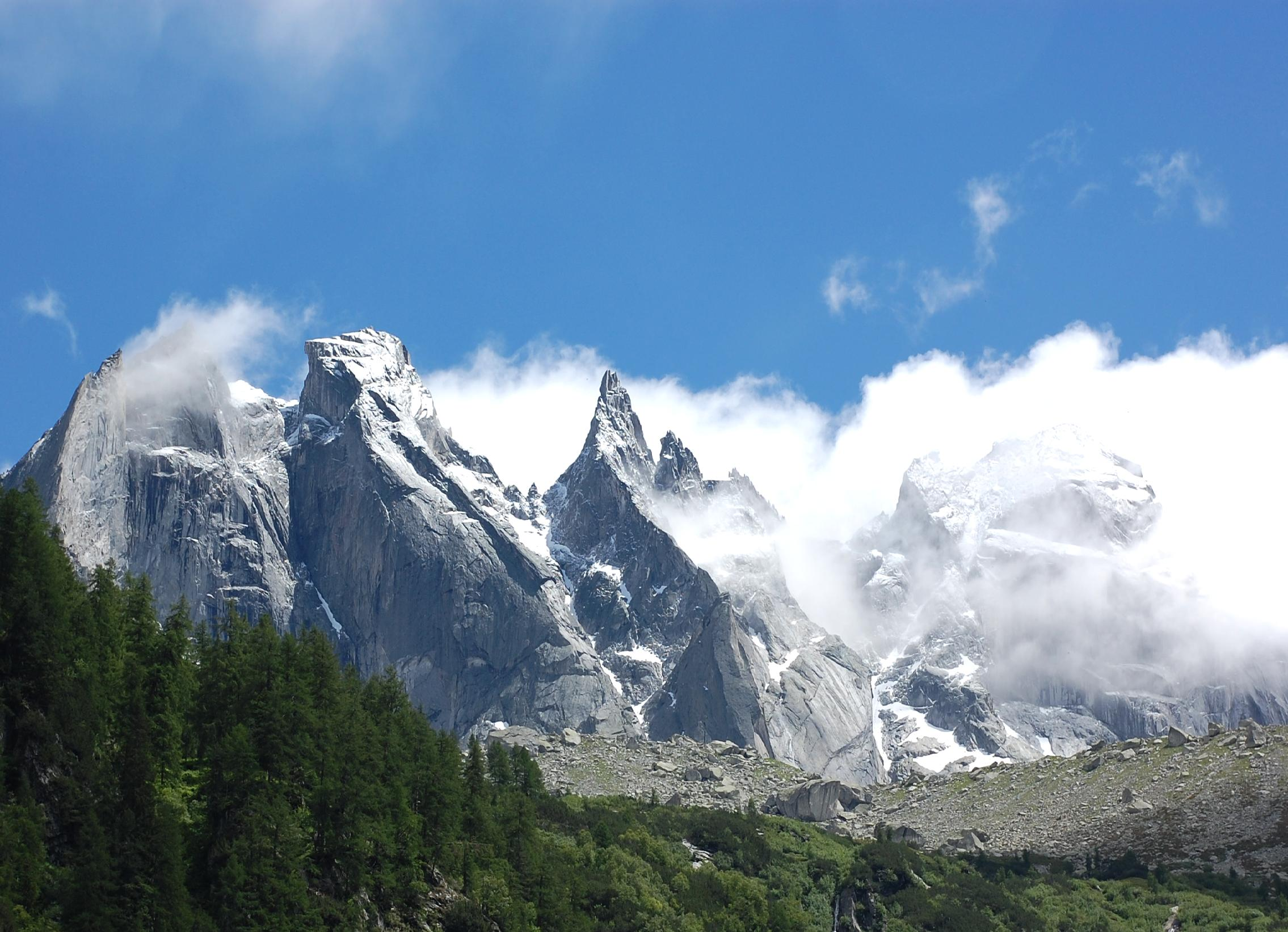

皮奧達峰（Punta Pioda），是瑞士的山峰，位於該國東南部，由格勞賓登州負責管轄，屬於布雷加格利亞山脈的一部分，海拔高度3,238米，每年平均降雨量1,693毫米。